# André Benoît François Hyacinthe Le Berthon
André Benoît François Hyacinthe Le Berthon fue un político francés nacido el 7 de enero de 1713 en Burdeos (Gironde) y fallecido el 17 de abril de 1800 en París.
Primer presidente del Parlamento de Burdeos a la muerte de su padre en agosto de 1766.
Simon-Antoine Delphin de Lamothe fue admitido en el Parlamento de Burdeos a los 18 años. El placer de mordisquear a sus colegas del Palacio suscita fuertes protestas para que intervenga el primer presidente André-Benoît-François-Hyacinthe Le Berthon.
Fue recibido en la Logia Masónica de Burdeos La Française en 1773 y fue su venerable perpetuo desde 1779.
En agosto de 1787, el Parlamento de Burdeos, habiendo asumido la defensa del pueblo agobiado por los impuestos, fue nuevamente desterrado a Libourne. El rey Luis XVI nuevamente, temiendo disturbios, acordó regresar al Parlamento en agosto de 1788
Fue miembro de la nobleza en los Estados Generales de 1789, mostrándose abierto a las reformas.